# Кубок Австрии по волейболу среди женщин
Кубок Австрии по волейболу среди женщин — ежегодное соревнование женских волейбольных команд Австрии. Проводится с 1981 года.

## Формула соревнований
Соревнования проходят по системе плей-офф («осень-весна»). Победители полуфинальных матчей в финале определяют обладателя Кубка. В финале розыгрыша Кубка 2024/25 «Нидеростеррайх-Сокол-Пост» победил «Трофайах-Айсенекрц» 3:1.

## Победители
| - 1981 «Пост» Вена - 1982 «Пост» Вена - 1983 «Инсбрукер» Инсбрук - 1984 «Инсбрукер» Инсбрук - 1985 «Пост» Вена - 1986 «Пост» Вена - 1987 «Пост» Вена - 1988 «Вюстенрот» Зальцбург - 1989 «Пост» Вена - 1990 «Пост» Вена - 1991 «Вюстенрот» Зальцбург - 1992 «Клагенфурт» - 1993 турнир не завершён - 1994 «Пост» Вена - 1995 «Пост» Вена - 1996 «Пост» Вена - 1997 «Пост» Вена - 1998 «Пост» Вена - 1999 «Пост» Вена - 2000 «Пост» Вена - 2001 «Пост-Телеком» Вена - 2002 «СВС Телеком» Вена - 2003 «СВС Куони» Швехат | - 2004 «Клагенфурт» - 2005 «СВС Куони» Швехат - 2006 «СВС Пост» Швехат - 2007 «Клагенфурт» - 2008 «АСКО Линц-Штег» Линц - 2009 «АСКО Линц-Штег» Линц - 2010 «СВС Пост» Швехат - 2011 «АСКО Линц-Штег» Линц - 2012 «СВС Пост» Швехат - 2013 «СВС Пост» Швехат - 2014 «СВС Пост» Швехат - 2015 «СВС Пост» Швехат - 2016 «Нидеростеррайх-Сокол-Пост» Швехат - 2017 «Холдинг» Грац - 2018 «Холдинг» Грац - 2019 «АСКО Линц-Штег» Линц - 2020 «АСКО Линц-Штег» Линц - 2021 «Стилволлейс Линц-Штег» Линц - 2022 «Нидеростеррайх-Сокол-Пост» Швехат - 2023 «Стилволлейс Линц-Штег» Линц - 2024 «ТИ-Штаудингер» Инсбрук - 2025 «Нидеростеррайх-Сокол-Пост» Швехат |